# Boris Wasiljew (kolarz)
Boris Aleksiejewicz Wasiljew (ros. Борис Алексеевич Васильев, ur. 15 stycznia 1937 w Moskwie, zm. 18 czerwca 2000 tamże) – radziecki kolarz torowy i szosowy, brązowy medalista olimpijski.

## Kariera
Największy sukces w karierze Boris Wasiljew osiągnął w 1960 roku, kiedy wspólnie z Władimirem Leonowem zdobył brązowy medal w wyścigu tandemów podczas igrzysk olimpijskich w Rzymie. W wyścigu o brązowy medal reprezentanci ZSRR pokonali ekipę Holandii. Był to jedyny medal wywalczony przez Wasiljewa na międzynarodowej imprezie tej rangi. Na tych samych igrzyskach wystartował również w sprincie, ale odpadł we wczesnej fazie rywalizacji. Startował także w wyścigach szosowych, ale bez większych sukcesów. Nigdy nie zdobył medalu na szosowych ani torowych mistrzostwach świata.